# O’Neal Wilder
O’Neal Wilder (ur. 9 sierpnia 1989) – amerykański lekkoatleta specjalizujący się w biegach sprinterskich.
W 2008 zdobył dwa medale – brąz w biegu na 400 metrów i złoto sztafecie 4 x 400 metrów – podczas rozgrywanych w Bydgoszczy mistrzostw świata juniorów. Mistrz USA w kategorii juniorów, medalista mistrzostw NCAA.
Rekord życiowy: bieg na 400 metrów – 45,24 (16 maja 2010, Knoxville).

## Osiągnięcia
| Rok  | Impreza                       | Miejsce   | Konkurencja        | Lokata     | Wynik   |
| ---- | ----------------------------- | --------- | ------------------ | ---------- | ------- |
| 2008 | Mistrzostwa świata juniorów   | Bydgoszcz | bieg na 400 m      | 3. miejsce | 45,76   |
| 2008 | Mistrzostwa świata juniorów   | Bydgoszcz | sztafeta 4 x 400 m | 1. miejsce | 3:03,86 |
| 2010 | Młodzieżowe mistrzostwa NACAC | Miramar   | sztafeta 4 x 400 m | 1. miejsce | 2:58,83 |